# Indestructible (píseň)
Indestructible je synthpopová píseň od švédské zpěvačky Robyn. Napsal ji a produkoval Klas Åhlund. Pochází z jejího sedmého studiového alba Body Talk.

## Hitparáda
| Země    | Umístění |
| ------- | -------- |
| Švédsko | 54       |